# Hamilton Boyle, 6. Earl of Cork
Hamilton Boyle, 6. Earl of Cork (* 3. Februar 1729; † 17. Januar 1764) war ein britischer Adliger und Politiker.

## Leben
Hamilton Boyle entstammte einer anglo-irischen Familie und war der zweitgeborene Sohn des John Boyle, 5. Earl of Cork, aus dessen erster Ehe mit Henrietta Hamilton.
Er wurde in der Westminster School erzogen und studierte ab 1748 am Christ Church College der Universität Oxford. Er beendete sein Studium 1753 mit der Erlangung der Würde einen Bachelors (BCL).
Nach dem Studium wandte er sich der Politik zu. Er wurde 1759 als Abgeordneter den Charleville ins irische House of Commons gewählt; den Sitz behielt er bis 1760. Von 1761 bis 1762 war er auf Seiten der Whigs Abgeordneter im britischen House of Commons für Warwick. Von 1762 bis zu seinem Tod hatte er das Amt des High Steward der Universität Oxford inne.
Da sein älterer Bruder Charles bereits 1759 verstorben war, erbte er beim Tod seines Vaters am 23. November 1762 dessen Titel als 6. Earl of Cork und 6. Earl of Orrery, nebst weiteren nachgeordneten Titeln. Mit seinen irischen Earlstiteln war ein Sitz im irischen House of Lords und mit seinem nachgeordneten britischen Titel 3. Baron Boyle of Marston war ein Sitz im britischen House of Lords verbunden.
1763 wurde er mit der Ehrendoktorwürde des Christ Church College ausgezeichnet.
Da er bis zu seinem Tod am 17. Januar 1764 unverheiratet und kinderlos blieb, erbte sein Halbbruder Edmund Boyle seine Adelstitel.